# Маяк (Макеевский городской совет)
Маяк (укр. Маяк) — посёлок, входит в Макеевский городской совет Донецкой области Украины. Находится под контролем самопровозглашённой Донецкой Народной Республики.

## География
Посёлок расположен на правом берегу реки Грузской (исток в черте города Макеевки)

#### Соседние населённые пункты по странам света
С, СЗ: город Макеевка (на левом берегу Грузской)
З, ЮЗ: город Донецк
СВ: Шевченко
В: Межевое (ниже по течению Грузской), Холмистое
ЮВ: Грузско-Зорянское, Грузско-Ломовка (оба ниже по течению Грузской), Высокое
Ю: Октябрьское

## Население
Население по переписи 2001 года составляло 1 221 человек.

## Общая информация
Почтовый индекс — 86195. Телефонный код — 6232. Код КОАТУУ — 1413568100.

## Местный совет
86195, Донецкая обл., Макеевский городской совет, пгт. Грузско-Зорянское, ул. Центральная, 13, 6-14-46 